# Chlaenius cordicollis
Chlaenius cordicollis är en skalbaggsart som beskrevs av Kirby. Chlaenius cordicollis ingår i släktet Chlaenius och familjen jordlöpare. Inga underarter finns listade i Catalogue of Life.